# الوقائع اللوسيتانية (كتاب)

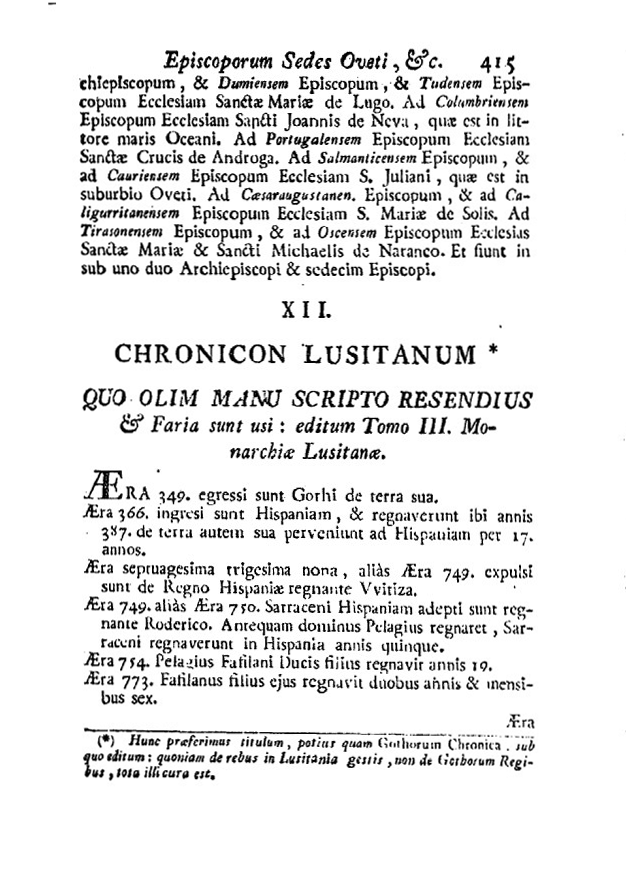
الوقائع اللوسيتانية

الوقائع اللوسيتانية (باللاتينية: Chronicon Lusitanum) أو وقائع القوط (باللاتينية: Chronicon Gothorum) هو سجل لتاريخ البرتغال من أقدم هجرات القوط الغربيين (التي يرجع تاريخها إلى عام 311 م) وحتى عهد أول ملك للبرتغال أفونسو هنريكس (1139-1185 م). تزداد مداخل السجل، وهي مُرتبة حسب السنة ومؤرخة بالعصر الإسباني، طولًا بشكل متزايد، ويتناول معظم النص عهد أفونسو. يُترجم العنوان للسجل "بسجل لوزيتاني (لفظ أطلقه الرومان وهو يرادف اليوم البرتغالي)" أو "سجل القوط". وقد أطلقه المحرر إنريكي فلوريز لأول مرة، والذي رفض العنوان الذي حُرر به سابقًا (وقائع القوط) بسبب موضوعه. يدعي فلوريس أيضًا أن المخطوطة قد استخدمها سابقًا أندريه دي ريزندي، أول عالم آثار في البرتغال، ومانويل سفريم دي فارياأول صحفي في البرتغال؛ وقد حرر أنطونيو برادانو المجلد الثالث في الملكية اللوسيتانية عام 1632 م.

## مقتطفات
311. غادر القوط وطنهم.
٣٢٨. دخلوا هسبانيا، وحكموا هناك 387 عامًا. واستغرقت رحلتهم من أرضهم إلى إسبانيا سبعة عشر عامًا.
...
1008. في 6 تشرين الأول قُتل الكونت مينيدو.
1016. في السادس من أيلول، وصل الشماليون إلى "قلعة فيرمودو"، الواقعة في مقاطعة براقرة. كان الكونت  ألفيتو نونيس هناك آنذاك.
1018. توفي الملك ألفونسو [الخامس من ليون] في فيسيو [والأصح 1028]. وفي هذا العام توفي الكونت العظيم نونيو ألفاريز.
1034. في 14 تشرين الأول استولى غونكالو تراستمايلس على مونتيمور-أو-فيلهو وجعلها للمسيحيين.
1039. في الأول من أيلول، قُتل غونسالو تراستاميريس في أفينوسو.
1128. وبما أن والده اللورد الكونت هنري توفي بينما كان هذا الطفل [أفونسو هنريكس] يبلغ من العمر عامين أو ثلاثة أعوام فقط، فقد جاء بعض الأجانب غير المحترمين [بقيادة فرناندو بيريز دي ترابا] إلى مملكة البرتغال، بموافقة والدته الملكة دونا تيريزا، التي رغبت في أن تحل محل زوجها وابنها في شؤون المملكة. ونظرًا لأنه لم يستطع [أفونسو] تحمل مثل هذه الإصابة المشينة (حيث كان قد كبر بالفعل ونشأ جيدًا)، فقد دعا أصدقاءه والرجال الأكثر نبلًا في البرتغال، الذين فضلوا حكمه كثيرًا على حكم والدته أو الأجانب الحقيرين الذين أرادوا طرده، والتقى بهم في معركة في ميدان ساو ماميدي الذي يقع بجوار قلعة غيماريش، وقاتلهم وهزمهم، وفروا من وجهه، وأسرهم. وهكذا حصل على حكومة ومُلك مملكة البرتغال.
1162. في الثلاثين من تشرين الثاني، أثناء ليلة القديس أندرو الرسول، استولى رجال ملك البرتغال دوم أفونسو ، بقيادة فرناو غونسالفيس وفارس فيلوا آخرين على مدينة بيس، أي باجة، ليلًا، واستولوا عليها بشجاعة، واستولى عليها المسيحيون في السنة الخامسة والثلاثين من حكمه [أفونسو].
١١٦٦. استولى جيرالد، الملقب بـ"الرجل القوي"، ورفاقه من قطاع الطرق على مدينة إيفورا ودمروها، ودخلوها ليلًا، وسلمها للملك دوم أفونسو. بعد ذلك بوقت قصير، استولى الملك على مورا وشربة والكونشل، وأمر بإعادة بناء قلعة كوروتشي في السنة التاسعة والثلاثين من حكمه.
1168. هُزِم الملك دوم أفونسو وجيشه في بطليوس في السنة الحادية والأربعين من حكمه.

## الطبعات
- إنريكي فلوريس. إسبانيا المقدسة (مدريد: 1796)، الرابع عشر:415–32 . (باللاتينية)
- مارك سزواجسر، عبر. الوقائع اللوسيتانية . الترجمة الفرنسية مبنية على طبعة فلوريس. (بالفرنسية)
- يمكن العثور على ترجمة إنجليزية جزئية في كتاب لوكاس فيليجاس أريستيزابال، "إعادة النظر في محاولة الصليبيين الأنجلو نورمان الفاشلة لغزو لشبونة حوالي عام 1142" الدراسات البرتغالية 29 : 1 (2013): 7-20.